# Flugunfall der Interflug bei Luanda
Bei dem Flugunfall der Interflug bei Luanda verunglückte eine Il-18D der DDR-Fluggesellschaft Interflug beim Start zu einem Flug nach Lusaka. Bei dem Unfall kamen alle 10 Insassen ums Leben. Der Unfall war der einzige tödliche Flugunfall der Interflug im Ausland.

## Vorgeschichte
Die seit der Unabhängigkeit Angolas regierende Movimento Popular de Libertação de Angola (MPLA) unterstützte die im damaligen Rhodesien operierende Unabhängigkeitsbewegung Zimbabwe African People’s Union (ZAPU). Diese plante 1979 eine Großoffensive und benötigte dafür schwere Waffen, die u. a. von der DDR per Schiff nach Luanda geliefert wurden. Der Weitertransport nach Lusaka sollte per Flugzeug erfolgen. Da die Kapazitäten der angolanischen Fluggesellschaft TAAG Angola Airlines dafür nicht ausreichten, charterte Angola eine Frachtmaschine der Interflug, mit der insgesamt 500 Tonnen Waffen befördert werden sollten. Der Interflug-Generaldirektor Generalmajor Klaus Henkes befahl den Einsatz erforderlichenfalls auch unter Nichteinhaltung der im europäischen Luftraum geltenden Betriebsvorschriften. Die Il-18 DM-STL wurde dazu mit Besatzung und Technikern in Luanda stationiert.

## Flugzeug
Die Il-18 DM-STL mit der Werknummer 186009402 wurde am 9. September 1966 von der Interflug als Passagiermaschine in Dienst gestellt und im Januar 1974 zum Frachter umgebaut.

## Ablauf
Am 26. März 1979 startete die Maschine unter dem Kommando von Dieter Hartmann mit einem Abfluggewicht von 60,5 Tonnen. Beim Start fiel nach 56 Sekunden Triebwerk Nr. 2 aus. Daraufhin wurde der Start abgebrochen. Das Flugzeug überrollte mit hoher Geschwindigkeit das Ende der Startbahn, kollidierte mit den Antennen des Landesystems und geriet in Brand. Dabei kam die vierköpfige Besatzung ebenso ums Leben wie sechs ZAPU-Angehörige, die den Transport begleiteten. Das Flugzeug wurde völlig zerstört.

## Ursachen
Der Unfall wurde durch eine Kommission der Interflug unter Leitung von Henkes untersucht. Die Flugschreiber konnten geborgen und ausgewertet werden. Die Untersuchungskommission stellte fest, dass die Entscheidung, den Start abzubrechen, falsch war, da die kritische Startgeschwindigkeit bei Ausfall eines Triebwerks (222 km/h) mit 268 km/h bereits überschritten war. Der Kommandant versuchte das Flugzeug zunächst trotz des Triebwerkausfalls zu starten, brach diesen Versuch aber ab. Die verbleibende Strecke der Piste reichte nicht mehr aus, um das Flugzeug zum Stehen zu bringen.

## Folgen
Aufgrund der diffizilen Fracht wurden die näheren Umstände des Unfalls geheim gehalten. Da Angola Mitglied der ICAO war, musste ein Untersuchungsbericht veröffentlicht werden. Darin wurden als Fracht Lebensmittel und Hilfsgüter angegeben.
Am 31. März beschloss das Politbüro der SED auf Vorschlag von Henkes, die Flüge fortzusetzen. Dazu wurde am 2. April 1979 die Il-18 DM-STP nach Luanda entsandt, die die restlichen Flüge abwickelte.
Der Leiter der Staatlichen Luftfahrtinspektion der DDR, Gerhard Mudrack, erhob schwere Vorwürfe gegen Henkes wegen der Verletzung der Regeln zur Einhaltung der Flugsicherheit und Missachtung der Aufsichtsbehörde. Mudrack wurde daraufhin zum Professor ernannt und auf den neu geschaffenen Lehrstuhl für Flugsicherheit an der Humboldt-Universität zu Berlin „weggelobt“.